# 厚鳞柯
厚鳞柯（学名：Lithocarpus pachylepis）为壳斗科柯属的植物。分布在越南北部以及中国大陆的云南、广西等地，生长于海拔900米至1,800米的地区，多生在山地常绿阔叶林中及较干燥的坡地，目前尚未由人工引种栽培。

## 别名
捻碇果、辗垫栗（云南）、厚鳞石栎、壮阳果